# Sárgás babuin
A sárgás babuin (Papio cynocephalus) az öt páviánfaj egyike, bár korábban szavannapávián néven egy fajként kezelték a nagyon hasonló medvepáviánnal, a guineai páviánnal és az Anubisz-páviánnal. Egyes újabb rendszertanok szerint mind az öt páviánféleség, beleértve a galléros páviánt is, egyetlen fajba tartozik (Papio hamadryas). A sárgás babuin nevét jellegzetes színéről kapta; tudományos nevében a cynocephalus jelentése „kutyafejű”.

## Előfordulása
Közép-Afrika déli és Dél-Afrika északi részén fordul elő: északkeleten Szomáliától Kenyán és Tanzánián át délen egészen a Zambézi zambiai és mozambiki völgyéig, nyugaton pedig a Kongói Demokratikus Köztársaságon át Közép-Angoláig húzódik elterjedési területe. Erdős szavannán, galériaerdőkben, partvidéki mangróveerdőkben, száraz bozótosokban és nyíltabb pusztaságokon egyaránt előfordul, de élőhelye nagy részén jellemzően a Brachystegia nemzetségbe tartozó mimózaféle fa csoportjaihoz kötődik. A mezőgazdasági területek közelségéhez és természetes élőhelye felaprózódásához is alkalmazkodott.
Kenyában és Tanzániában mintegy 200 kilométeres sávban átfedésben van elterjedési területe az Anubisz-páviánokkal (Papio anubis), ami rendszeres hibridizációval jár, és szerepe lehetett a P. c. ibeanus alfaj kialakulásában. Elterjedése déli határán, a Zambézi völgyében és Transvaalban a medvepáviánokkal (Papio ursinus) érintkezik; itt szintén megfigyeltek köztes jegyeket mutató példányokat, amelyek vagy hibridek, vagy külön változatot alkotnak.

## Alfajai
Három alfaját különítik el:
- Papio cynocephalus cynocephalus – Angola, Kongói Demokratikus Köztársaság, Tanzánia, Malawi, Zambia (a Luangwától keletre)[1]
- Papio cynocephalus ibeanus – Dél-Szomália és Kenya[2]
- Papio cynocephalus kindae – Délnyugat-Zambia, a Zambézi-völgy felső vidéke[3]

## Megjelenése

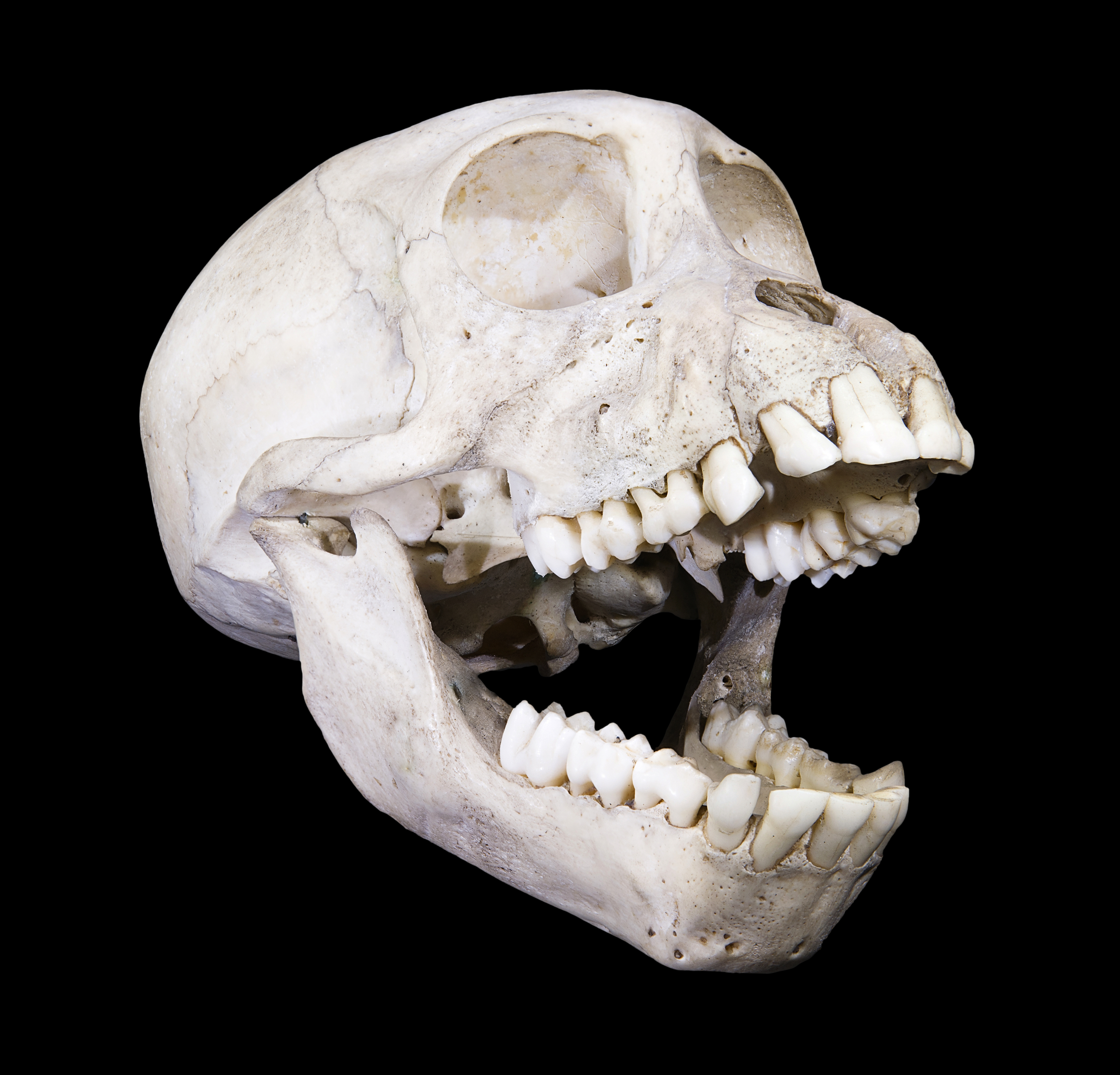
Koponya

Amint elnevezése tükrözi, a faj szőrzete sárgásbarna színű, kivéve néhány fehér foltot a végtagok belsején és az arcokon; a csupasz, kutyákéhoz hasonlóan megnyúlt pofa és ülőgumók színe viszont lilásfekete. Kisebb sörény – talán az Anubisz-páviánok örökségeként – csak a P. c. ibeanus alfaj hímjeinél fordul elő, de itt is jóval kisebb a többi sörényes páviánénál. A fejtetőn jellegzetes taraj húzódik hosszabb szőrszálakból. A kölykök a P. c. cynocephalusnál többi páviánfajhoz hasonlóan fekete szőrzettel jönnek világra, míg a P. c. kindae kölykei vörös színűek, a P. c. ibeanuséi pedig fehérek. Felnőttkori színezetüket körülbelül hat hónapos korukra érik el.

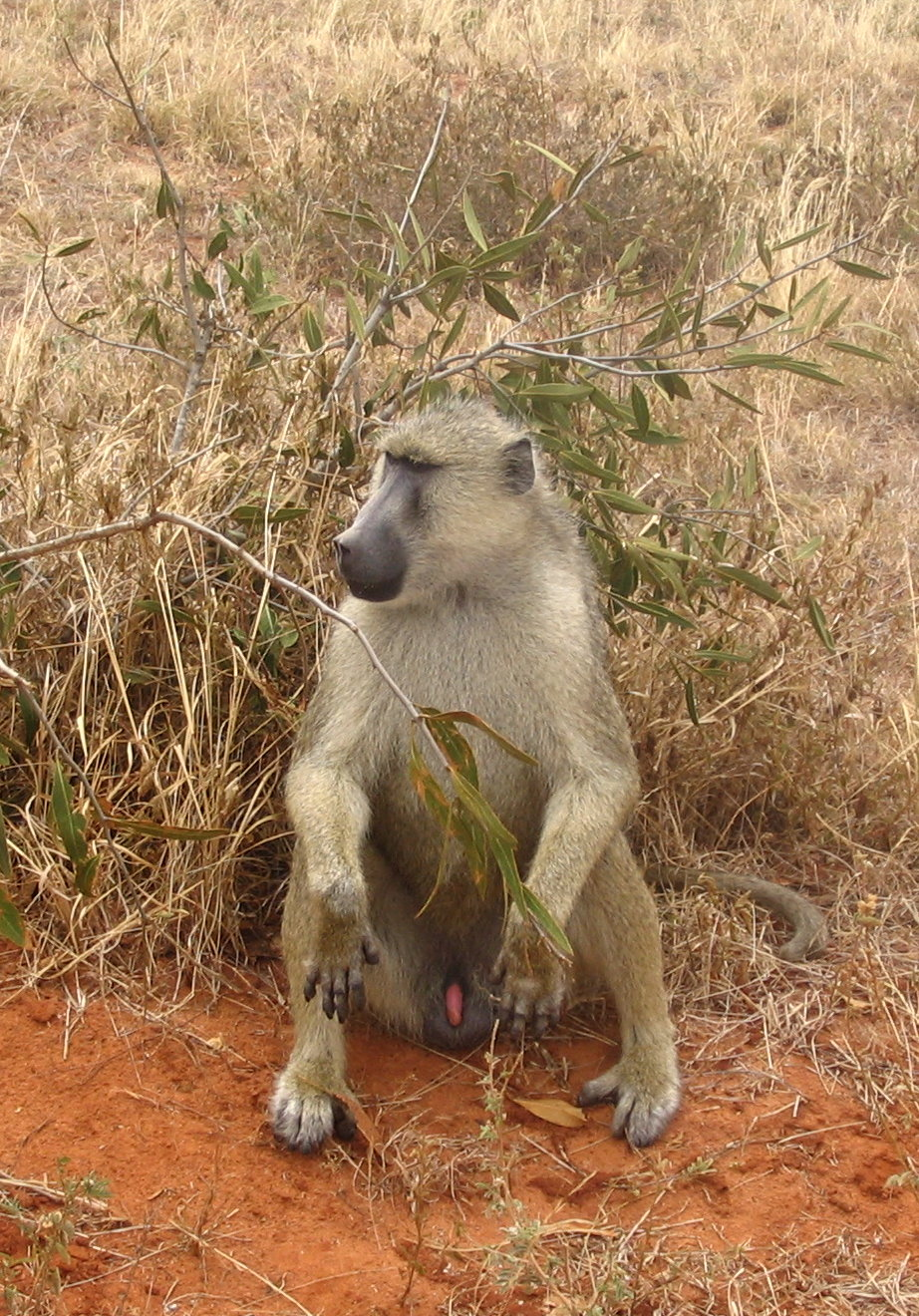
Hím sárgás babuin

Az összes páviánra jellemző az erőteljes ivari kétalakúság. A hímek átlagos testhossza 110-120 centiméter, testtömegük pedig 23-26 kilogramm körül mozog, míg a nőstények jóval kisebbek: hosszuk 97 centiméteres, testtömegük pedig 11-12 kilogramm. Ehhez 45-71 centiméteres, jellegzetesen megtört farok csatlakozik. A hímek tépőfogai is sokkal hosszabbak és hegyesebbek a nőstényekénél. Az alfajok között kisebb különbségek mutatkoznak a testméretben (a P. c. kindae alfaj jóval kisebb a többinél, a hímje akkora, mint a többi alfaj nőstényei), a farok alakjában (a P. c. cynocephalus farka élesen megtörik, a másik kettőé lágyan hajlik) és a szőrzet jellegében (a P. c. ibeanus szőrzete hullámos, a többié egyenes).

## Életmódja
A sárgás babuinok az Anubisz- és medvepáviánokhoz hasonlóan több hímet és nőstényt magába foglaló hordákban élnek, amelyek táplálékbőség esetén akár 300 egyedet is számlálhatnak, bár átlagosnak a 30-80 közti példányszám mondható. A hordák nappal együtt vándorolnak és táplálkoznak, éjszaka pedig közösen vonulnak aludni valamilyen magaslatra (fákra, sziklákra, dombokra), ahol védve vannak a ragadozóktól. Naponta átlagosan 5,9 kilométernyi távolságot tesznek meg (esős időszakban kevesebbet, száraz időszakban többet), útvonalukat az itató- és alvóhelyek határozzák meg. Egy horda körülbelül 2400 hektárnyi területet használ.
Mindenevő állatok: kiásott növényi gumókat, magvakat, gyümölcsöket, gyökereket, leveleket, virágokat éppúgy fogyasztanak, mint tojásokat, gerincteleneket és kisebb gerinceseket. A sárgás babuinok rendszeresen vadásznak nyulakra és kisebb majmokra (elsősorban a szavannacerkófra és szenegáli fülesmakira). Elterjedési területükön különösen fontos a megbízható táplálékforrások (pl. az Acacia xanthophloea és az Acacia tortilis nevű akáciák) megléte: ezeknek szinte minden részét fogyasztják. Táplálékban szegény időszakokban fűféléket is esznek, illetve gyakrabban ásnak lédús föld alatti részek után; ekkor növekszik az állati eredetű táplálék mennyisége is étrendjükben.

### Társas viszonyai

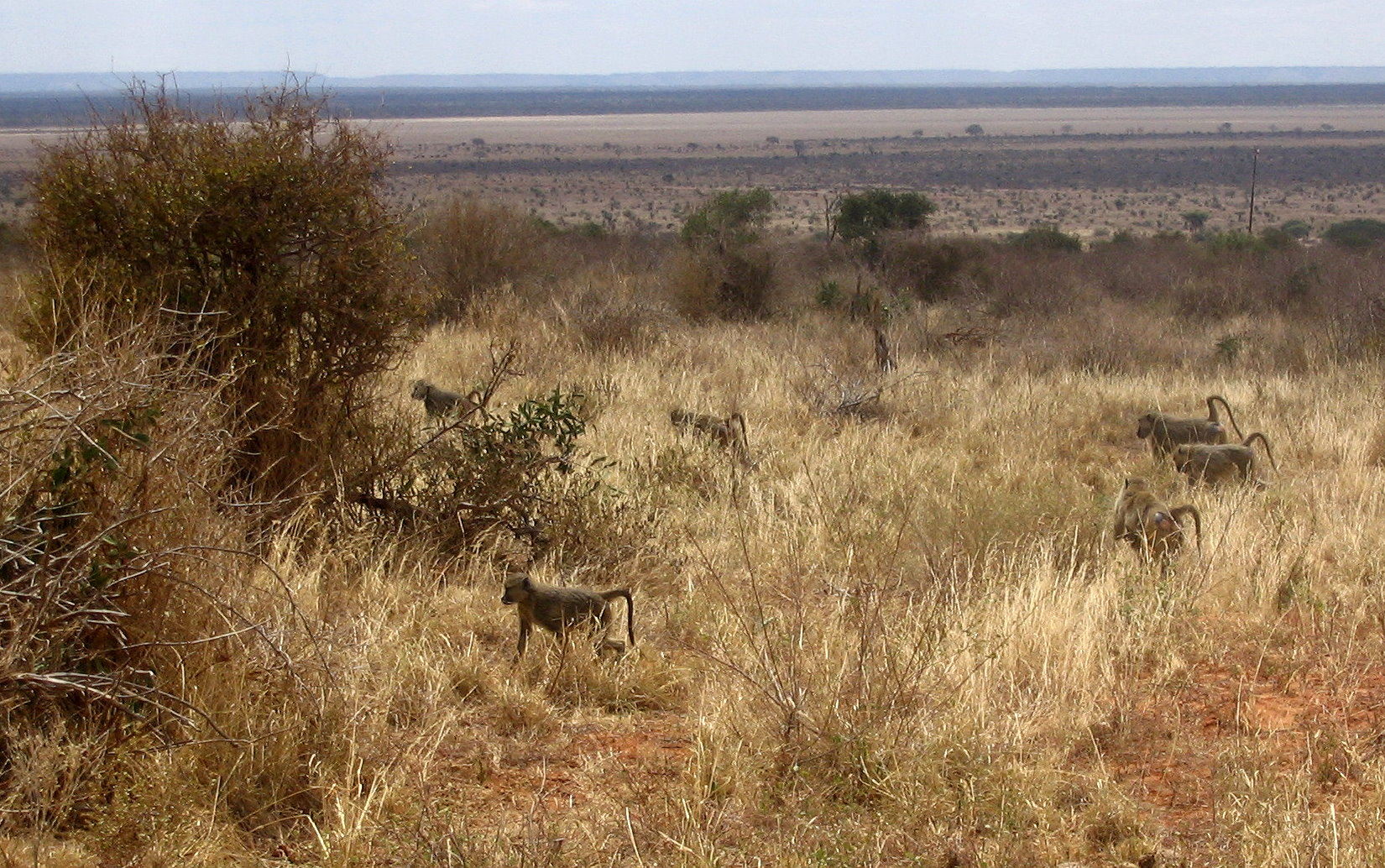
Babuincsapat a kenyai Tsavo Nemzeti Parkban

A hímek zöme általában azelőtt hagyja el szülőhordáját, hogy teljesen kifejlődne. Új hordájukban komoly küzdelemben kell elfoglalniuk helyüket a hierarchiában, és nagy energiát kell fordítaniuk a nőstények megnyerésébe. Amennyiben a nőstények nem fogadják be az új hímet, beilleszkedése gyakorlatilag ellehetetlenül.
Ahogy a medve- és Anubisz-páviánoknál, a sárgás babuinoknál is csupán a nyőstények ápolják a rokoni kapcsolatokat; ennek következtében a horda nőstényei között időtálló, stabil hierarchia alakul ki. A rokon nőstények generációkon átívelően segítik egymást a más egyedekkel kialakuló konfliktusaikban. Ennek a stabilitásnak lehet szerepe abban, hogy a nőstények sokkal agresszívebben viselkednek a hímeknél, amikor összetűzés alakul ki más hordákkal.

### Kommunikációja
A csapatokon belüli komplex társas viszonyok fejlett kommunikációs eszköztár meglétét teszik szükségessé, ami vizuális jeleket, gesztusokat, érintéseket és hangadást foglal magába. Az alávetettség jele, ha a nőstények vagy fiatalok farukat mutatják a hímeknek vagy rangosabb nőstényeknek; ehhez sokszor ajakcsettintés társul. A merev bámulás és a szemöldök felhúzása fenyegető jelenség, és az ún. „feszültségásítás” is, amikor a hímek bemutatják félelmetes tépőfogaikat. A fogcsikorgatás szintén fenyegető jel. Ilyenkor a gyengébb állatok gyors oldalpillantásokkal próbálják oldani a feszültséget.
A sárgás babuinok hangadása is változatos. Az ütemes morgás, az ajakcsettintés és a fogcsattogtatás a megnyugtatást szolgáló jelek. A veszélyre – leopárd vagy oroszlánok közelségére – kéttagú ugatás hívja fel a figyelmet, de a hímek riválisaikat is így figyelmeztetik, néha morgással együtt. Az agresszió kitörését mindkét nem esetében hangos visítás jelzi, aminek talán erőszakgátló szerepe van. A hirtelen riadalmat éles ugatás fejezi ki, míg a menekülő páviánok fecsegésre emlékeztető hangokat adnak ki félelmet kifejező grimasz kíséretében. Különböző hangadás kíséri a párzást és a fiatalok játékát. A csapattól elszakadó állatok kutyaugatásra emlékeztető hangot hallatnak. A kurkászásnak, amellett, hogy megtisztítja a bundát a rárakódott szennyeződésektől és a benne lakó parazitáktól, jelentős szerepe van a csoporton belüli kötelékek megerősítésében. Az ún. szociális párzás kedélycsillapító jelensége is megfigyelhető.

## Szaporodása
A több hímet és nőstényt tömörítő csoportokban, ahol a nőstények nem egyszerre tüzelnek, a hímeknek küzdeniük kell a szaporodási lehetőségekért, ezért a fiatal és erős, a hierarchiában magas rangot elfoglaló egyedek esélyei alapvetően jobbak – igaz, olykor gyengébb hímek „szövetkeznek” egy-egy erősebb riválisuk ellen, hogy párzási lehetőséghez jussanak. A nőstényeknek is választanak: a számukra kevésbé vonzó hímeknek nem kínálják fel farukat. A hímek úgy tudják javítani esélyeiket, hogy szorosabb kapcsolatot, „barátságot” alakítanak ki egyes nőstényekkel, akiket gyakrabban kurkásznak, ellátnak élelemmel és megvédenek konfliktusos helyzetben: ilyenkor nagy valószínűséggel ők válhatnak apaállattá, bár a nőstények a tüzelés során rendszerint több hímmel is párosodnak.

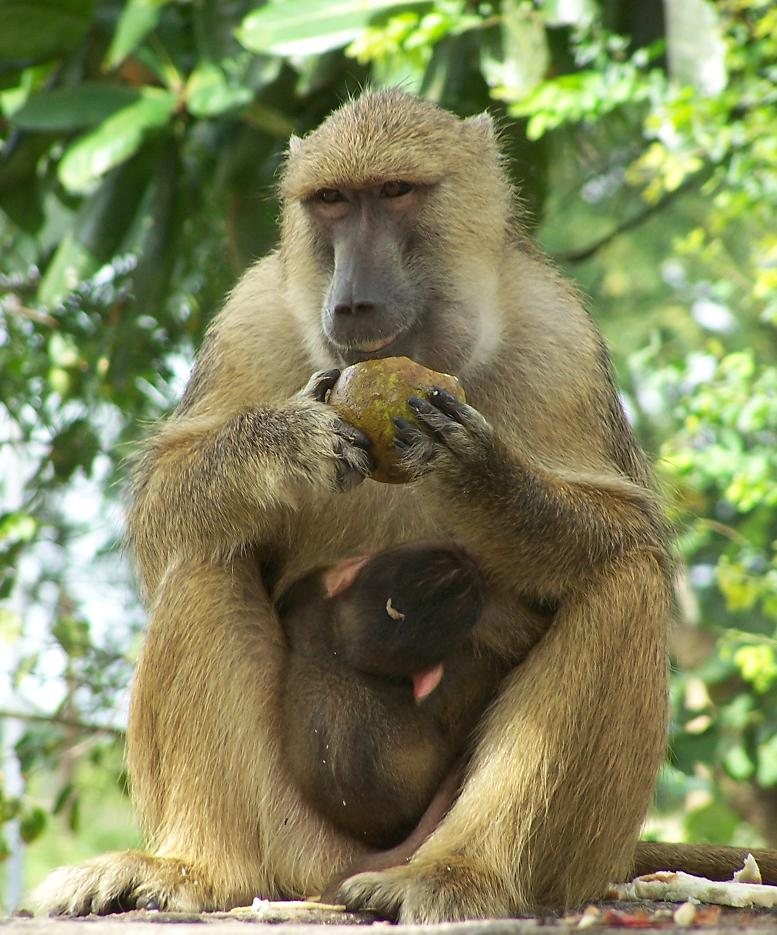
Táplálkozó nőstény a kölykével

A nőstények zömmel esős időszakra eső tüzelési ciklusa 30-35 napig tart, és kb. három napig menstruációs folyással jár. A peteérés idején a gát környéke megdagad, így jelezve az állat fogékonyságát. A párzásra azután kerül sor, hogy a nőstény hosszabb-rövidebb ideig társul egy hímmel. A vemhesség 175-180 napig tart, és a végeztével egyetlen kölyök jön a világra. A kölyök az első hónapokban anyjára csimpaszkodva éli az életét, akit a szoptatás és az állandó gondoskodás rendkívüli módon megterhel, ezért az ellések között 21-27 hónapos szünet figyelhető meg.
A kis páviánok rendkívüli figyelmet élveznek a hordán belül, és olykor az alacsonyabb rangú nőstények kölykeit el is rabolják a magasabb rangú nőstények. Ebből fakadóan előbbiek jóval féltőbben gondoskodnak utódaikról és igyekeznek távol tartani őket más egyedektől. Az általában kétséges apaságú hímek leginkább a „barátságok” esetében törődnek a kicsinyekkel, ekkor néha hordozzák őket és megosztják velük táplálékukat. A kölykök 2-3 hónapon át anyjuk hasán, majd hátán kapaszkodnak. Ekkortájt már az anyaállatok is elengedi őket játszani és felfedezni, és rövidesen szilárd táplálékot is fogyasztanak. Hat-nyolc hónaposan az anya már egyre kevésbé hajlandó cipelni növekvő kölykét, és egyéves korára gyakorlatilag megtörténik az elválasztás – igaz, stresszhelyzetben a fiatal állatok testvérük születéséig még olykor szopnak.
A nőstények 4,5-5 éves korukban érik el az ivarérettséget, és jellemzően 6,5 évesen ellenek először. A hímek lassabban fejlődnek, és először általában nyolcéves korukban párosodnak. A páviánok fogságban és táplálékban gazdag helyeken gyorsabban érnek. Fogságban akár negyven évig is élhetnek, a szabadban várható élettartam 14-15 év, de akár 27 év is lehet.

## Természetvédelmi helyzete
Alkalmazkodóképességének köszönhetően egyik alfaja sem veszélyeztetett, állománya stabil. Az afrikai konvenció egyenesen kártevőnek nyilvánítja. Kelet-Afrikában számos példányt befognak és exportálnak kutatási és kísérleti célokra. Számos védett területen előfordul. Szerepel a CITES II. függelékében.